# Love Watches
Love Watches és una pel·lícula muda de la Vitagraph, dirigida per Henry Houry i protagonitzada per Corinne Griffith. Basada en l’obra teatral “L'amour veille” (1907) de Gaston Arman de Caillavet i Robert de Flers, la pel·lícula, de cinc bobines, es va estrenar el 15 de juliol de 1918. Es considera una pel·lícula perduda.

## Argument
Malgrat el desig de la seva tia de que Jacqueline Cartaret es casi amb Ernest Augarde (una rata de biblioteca), ella estima André de Juvigny i finalment aconsegueixen casar-se. Més tard Jacqueline s'assabenta que André anteriorment havia flirtejat amb Lucia de Morfontaine per lo que li fa prometre que mai més la tornarà a veure. Lucia visita André quan Jacqueline és fora, però ella, en descobrir-ho, decideix venjar-se per lo que comença a flirtejar amb Ernest. Això que desperta la gelosia de la secretària d’Ernest. Tanmateix, André confia en Jacqueline, i en assabentar-se Ernest que ha estat utilitzat, retorna amb la seva secretària.

## Repartiment
- Corinne Griffith (Jacqueline Cartaret)
- Denton Vane (Ernest Augarde)
- Florence Deshon (Lucia de Morfontaine)
- Edmund Burns (Comte Andre de Juvigny)
- Julia Swayne Gordon (Marquesa de Juvigny)
- Alice Terry (Charlotte Bernier)
- Nellie Parker Spaulding (Sophie)
- Charles A. Stevenson (Cartaret
- Carola Carson (Baronessa)
- Alice Nash (Christine)
- Edna Nash (Solange)